# Nectria tuberculata
Nectria tuberculata är en svampart som beskrevs av Traverso 1902. Nectria tuberculata ingår i släktet Nectria och familjen Nectriaceae.   Inga underarter finns listade i Catalogue of Life.